# Vormaueralm
Die Vormaueralm ist eine 64 Hektar große Alm in der Gemeinde St. Wolfgang im Salzkammergut im österreichischen Bundesland Oberösterreich. Die im Besitz einer Agrargemeinschaft befindliche Alm liegt nördlich des Vormauersteins und südwestlich des Schafbergs, in einer Seehöhe von 1350 m ü. A. Auf der Vormaueralm sind 7 Bauern auftriebsberechtigt. Auf einer Weidefläche von 60 Hektar werden etwa 40 Rindern behirtet. Auf der Alm befinden sich 7 Almgebäude, die über eine nicht öffentliche Forststraße erreichbar sind. Die Vormaueralm wurde erstmals 1325 genannt.

## Wanderwege
- Von Sankt Wolfgang über die Forststraße
- Vom Ortsteil Aschau in Sankt Wolfgang über den Zwergerlweg
- Von Norden über den Mönichsee